# Formica obsidiana
Formica obsidiana é uma espécie de formiga do gênero Formica, pertencente à subfamília Formicinae.